# Olivier Basselin
Œuvres principales
Vaudevire
Olivier Basselin, né à Vire en 1403 et mort en 1470, est un poète populaire normand.

## Biographie

### Origine
Ce poète normand du début du XVe siècle était foulon en draps de son métier. Ce genre d'industrie occupera encore beaucoup de bras jusqu'au XIXe siècle dans la ville où naquit Basselin, et la tradition précise toujours l’emplacement du moulin-à-foulon qu’il possédait et dont il vivait, lequel était connu sous le nom de Moulin-Basselin (il en reste encore quelques ruines, c'était le plus près du pont des Vaux, sous le coteau des Cordeliers).

### Chanson à boire
Basselin qu'on qualifiait familièrement de « bon homme », comme toute personne empreinte de bonhomie, était un Normand bon teint qui aimait le vin, le cidre et les plaisirs de la table. Comme le note Louis Dubois pour le vau-de-Vire XXIII d'Olivier Basselin : En ce temps-là, « À cette époque, les Normands ne se regardaient pas encore comme Français, quoique depuis Philippe-Auguste le Normandie eût été réunie à la couronne de France », et plus loin pour le vau-de-Vire II de Jean Le Houx : « En Normandie, on ne regardait pas encore cette province comme faisant partie du royaume ». Ce poète, ouvrier comme le fut depuis Adam Billaut, est le premier qui ait composé des chansons de table dites aussi bachiques, dans un siècle où on ne connaissait encore que les fabliaux et autres pièces dont l'amour ou la dévotion étaient l'objet. 
Ses chansons à boire, genre typiquement normand (qui se retrouva par la suite en Angleterre) ; connaîtra un développement considérable.[pas clair] Comme le rapporte Jehan le Chapelain, dans son Dict du Segretain : 
Usaige est en Normandie
Que qui hebergiez est qu'il die
Fable ou chanson die à son oste.
Elles sont devenues célèbres sous le nom de « Vaudevire », dont le nom provient de l'actuel Val-de-Vire, alors appelé Vaux-de-Vire, et dont la corruption par Jacques de Caillère, en 1690, a donné naissance au terme moderne de « vaudeville ». Le véritable nom de l'inventeur des Vaux-de-Vire et la preuve de son existence se retrouvent dans les écrits du commencement du XVIe siècle, ainsi que le vrai titre de ses chants joyeux.

### Existence
Il employait ses loisirs à rimer des chansons naïves. Contrairement à ce qu'ont prétendu certains biographes mal renseignés, il n'était pas illettré, ayant voyagé et sachant le latin, ainsi que le grec. Il eut à souffrir des Anglais et des Français, durant la guerre de Cent ans. 
Helas ! Olivier Basselin…
En la duché de Normandie
Il y a si grant pillerie…
Sa fabrique fut ruinée en 1450, par les Français de Charles VII, lors du siège de Vire. Plus tard, sa famille, comme le rapporte Jean Le Houx, le voyant trop adonné aux divertissements bachiques, son frère Raoul, le fit mettre sous curatelle. 
Raoul Basselin fit mettre en curatelle
Honteusement le bon homme Olivier ;
Il s'ensuivit un procès que Basselin évoque dans ses chansons :
Bon sildre oste le soussy
D'un procez qui me tempeste.
Le pauvre foulon en draps, se lamente souvent sur le sort réservé aux buveurs :
Helas ! que faict ung povre yvrongne ?
Il se couche et n'occit personne,
Ou byen il dict propos joyeulx
Il ne songe point en uzure,
Et ne faict à personne injure.
Beuveur d'eau peut-il faire mieulx ?
N'attachant que peu de prix à ses chansons, il n'en fit jamais de recueil, mais ses compagnons et amis se chargèrent de répandre ses vaux-de-Vire.
On ignore l'année exacte de sa mort. Diverses traditions suggèrent que Basselin a été tué les armes à la main par les Anglais, quelque temps avant la bataille de Formigny. Mais elles sont dues à une mauvaise compréhension du terme Engloys, qui depuis le XVe siècle à Paris, et surtout en Normandie, désignait les créanciers (voir page XIII de l'Avertissement de l'Éditeur en 1858, et à la notice 1 du vau-de-Vire VI de Jean Le Houx, ainsi qu'à la XIIe chanson normande). Mais surtout, elles sont dues à une homonymie avec le nom d'un autre Olivier Basselin, ayant vécu à la fin du XVe siècle ou dans les premières années du XVIe siècle, et qui se serait signalé dans les guerres contre les Anglais (avertissement de l'éditeur, p. IX, de l'édition 1858).

### Vaux-de-Vire
- Voir Le Livre des Chants nouveaux de Vaudevire

Bourgueville de Bras, né en 1504 et qui habitait Caen, dit dans ses Antiquités de Neustrie : « C'est de Vire d'où sont procédées les chansons qu'on appelle vaux-de-Vire. » Belleforest, dans sa Cosmographie universelle, André Duchesne, dans ses Antiquités des villes de France et plusieurs autres anciens auteurs, parlent d'Olivier Basselin et de ses vaux-de-Vire. Gilles Ménage dit qu'on doit appeler ces chansons « vaudevires, parce qu'elles furent premièrement chantées au Vau de Vire, nom d'un lieu proche de la ville de Vire. » Ce qui est une erreur, car il n'y a jamais eu de lieu-dit proche de Vire, portant ce nom. Dans ses Mélanges tirés d'une grande bibliothèque, le savant et judicieux Paulmy cite une ancienne chanson normande, comme étant le premier de tous les vaudevilles, qu'il faudrait, ajoute-t-il, prononcer vaudevires. Duchesne dit aussi en propres termes : « De Vire ont pris leur origine ces anciennes chansons qu'on appelle communément vaudeville pour vau-de-Vire, desquelles fut auteur un Olivier Basselin, ainsi que l’a remarqué Belleforest. » À ces témoignages bien supérieurs à ceux d'un Chardavoine, qui fit paraître en 1575 et 1578 à Paris, un Recueil de chansons en forme de voix-de-ville, et de quelques autres auteurs dont Adrian Le Roy, dans son recueil publié en 1571, Livre d'airs de cour miz sur le luth, qui ont pensé que vaudeville provenait de voix de ville, ajoutons celui de Vauquelin de la Fresnaye, né dans le voisinage de Vire en 1556 ; voici quelques vers du second chant de son Art poétique :
Anfrie auroit son nom en mémoire laissé,
Et les beaux vaux-de-Vire, et mille chansons belles.
Mais les guerres, hélas ! les ont mises à fin,
Si les bons chevaliers d'Olivier Basselin
N'en font à l'avenir ouïr quelques nouvelles.
...
Chantant en nos festins, ainsi les vaux-de-Vire,
Qui sentent le bon temps, nous font encore rire.
L'orthographe normande et la prononciation régionale des vaux-de-Vire se perdirent, ainsi que tant d'autres, pendant les époques semi-barbares du XVIe siècle, grâce à la profession obscure de Basselin, et à la destruction des premiers exemplaires imprimés de ses compositions poétiques.

### Le retour auXVIesiècle
Après être longtemps passé de bouche-à-oreille, les vaux-de-Vire furent recueillis par un compatriote de Basselin, Jean Le Houx, avocat et poète normand, qui classa ces chansons par ordre alphabétique et les fit imprimer vers 1576. Il édita un recueil de chansons qu'il affirmait être l’œuvre d'Olivier Basselin, et dont on supposa, que Le Houx fut lui-même auteur de certaines chansons attribuées à Basselin, mais cela reste une conjecture, car le clergé fit totalement détruire la première édition de 1576. 
La collection de Le Houx reparut longtemps après sa mort ; voici les titres des nouvelles éditions : Livre des chants nouveaux et vaux-de-Vire, par Olivier Basselin 1610, et Livre des chants nouveaux de Vau-de-Vire, par ordre alphabétique, corrigé et augmenté outre la précédente impression, Vire, Jean de Cesne, imprimeur. Cette dernière réimpression est sans date, mais il est certain qu'elle parut vers 1670. On n'en connaît plus que deux exemplaires ; ils sont in-12.
Il y a lieu de croire que de Cesne, qui imprimait alors des cantiques et des livrets ascétiques pour les missionnaires du bourg de Flers, voisin de Vire, jaloux d'obtenir leurs bonnes grâces, leur fit le sacrifice de son édition des Vaux-de-Vire, dont il n'échappa à la proscription qu'un très petit nombre d'exemplaires, qui se réduisit comme peau de chagrin. Il n'est pas étonnant que la première édition de Basselin ait disparu tout entière : on était très voisin de la sanglante année 1572 et l'éditeur Le Houx, poursuivi par le fanatisme, fut obligé d'entreprendre un voyage à Rome pour obtenir l'absolution qu'on lui refusait dans son pays ; il la rapporta ainsi que le surnom de Romain, qu'il conserva jusqu'à sa mort.
C'est lui que la Croix du Maine et du Verdier désignent sous les noms d'Olivier Bisselin et d'Olivier Bosselin, auquel ils attribuent les Tables de la déclinaison, ou l’esloignement que fait le soleil de la ligne equinoctiale, chascun jour des quatre ans, pour prendre la hauteur du soleil à l'astrolabe ; etc., Poitiers, Jehan de Marnef, 1559, in-4°, 7 feuilles d'impression, qui furent mises sous presse longtemps après la mort de l'auteur et réunies à la fin des Voyages de Jean Alphonse. Il n'est pas étonnant que les deux bibliographes que nous venons de citer aient altéré le nom de Basselin, lequel l'avait été dans son propre pays - la Normandie -, et quasiment de son vivant. Plusieurs de ses vaux-de-Vire confirment l'opinion qu'il aurait été homme de mer avant de devenir foulon et poète : ce sont les IIIe, XXXIXe et LIVe (de l'édition sans date, chez Jean Cesme, imprimeur à Vire), et les IIIe, XXVIe, XXXVe et LVe (de l'édition P. L. Jacob, chez Adolphe Delahays, Libraire-Éditeur à Paris, 1858).

### L'oubli
Longtemps oublié, excepté dans sa ville natale, Basselin fut réimprimé en 1811, grâce aux soins actifs et éclairés d'Augustin Asselin, alors sous-préfet à Vire, savant distingué et homme de goût. L'ouvrage, enrichi de notes, malheureusement gâté par une orthographe plus surannée que le style, ne fut tiré qu’a 148 exemplaires, dont 24 in-4°, et ne fut point mis en vente. Cette publication fut un acte patriotique de M. Asselin et de quelques Virois. (cf le Mercure de France du 7 septembre 1811). 
Par la suite, une nouvelle édition de Vaux-de-Vire, mieux classée, plus complète que les précédentes, et enrichie de soixante anciennes chansons normandes, la plupart inédites et d'un choix des Vaux-de-Vire de Jean Le Houx, parut sous ce titre : les Vaux-de-Vire, Caen, Poisson et Paris, Raynal, 1821, 1 vol. in-8° de 271 p. Comme le texte actuel des Vaux-de-Vire est celui qui avait dû subir quelques corrections lorsque Le Houx le fit imprimer vers 1576, pour cette édition, c'est l'orthographe de la fin du XVIe siècle qui est utilisée, telle que la donne le Trésor de la langue française de Nicot. Cette édition est accompagnée de dissertations, de notes et de variantes : elle est la quatrième connue des Vaux-de-Vire d'Olivier Basselin.
Il a été suggéré que le nom de Basselin peut être sans risque associé à quelques chansons préservées à Paris à la Bibliothèque nationale de France et qui ont été éditées en 1866 à Caen par Armand Gasté. Victor Patard a évoqué cette question dans La Vérité dans la question Olivier Basselin et Jean Le Houx à propos du Vau-de-Vire (1897).

### Complainte normande d'un auteur inconnu (après 1450)
Quelques couplets d'un poète inconnu nous sont parvenus, Cette voix anonyme qui évoque Olivier Basselin dénonce la guerre, et à contrario, le poison qu'elle met en nos cœurs ; en ces temps d'envahissements de la France, cet anonyme ne montrant pas de sentiments chrétiens :
Hellas ! Ollivier Basselin,

N'orrom-nous poinct de vos nouvelles ?

Vous ont les Englois mys à fin ?

Vous souiliés gaiement chanter

Et démener joyeuse vye,

Et les bons compaignons hanter

Par le pays de Normandye.

Jusqu'à Sainct-Lô, en Cotentin,

En une compaignye moult belle

Oncques ne vy tel pellerin

Les Engloys ont faict desraison

Aux compaignons du Vau de Vire

Vous n'orrez plus dire chanson

A ceulx qui les soulloient bien dire

Nous prirom Dieu de bon cueur fin

Et la doulce Vierge Marie

Qu'il doint aux Engloys male fin.

Dieu le Père si les mauldye !
Hélas! Olivier Basselin,

N'ouïrons-nous plus de vos nouvelles?

Vous ont les Anglais mené à votre fin!

Vous souliez gaiement chanter

Et mener joyeuse vie,

Et les bons compagnons hanter

Par le pays de Normandie.

Jusqu'à Saint-Lô, en Cotentin

En une compagnie moult belle

Oncques ne vit tel pèlerin.

Les Anglais ont fait déraison

Aux compagnons du Vau de Vire

Vous n'ouïrez plus dire chanson

À ceux qui les soulaient bien dire.

Nous prions Dieu de bon cœur fervent

Et la douce Vierge Marie

Qu'il donne aux Anglais mauvaise fin.

Dieu le père ainsi les maudisse.

## Pour approfondir